# 莫埃利島機場
莫埃利島機場（Mohéli Bandar Es Eslam Airport）是位於科摩羅莫埃利島的机场。

## 機場資料

### 跑道
- 方向：13/31
- 長度：1292米
- 表面：煙煤

### 機坪
- 數量：一個

## 航班
方向
- 赛义德·易卜拉欣王子国际机场
- 昂儒昂機場